# Championnat de la CONCACAF 1981
Navigation
Mexique 1977 1985
Le championnat de la CONCACAF 1981 a servi de cadre aux éliminatoires pour la Coupe du monde de football 1982 qui a eu lieu en Espagne.

## Tour préliminaire

### Groupe Amérique du Nord:CanadaetMexique
Le Canada, le Mexique et les États-Unis composent le groupe de la zone nord-américain où les rencontres se déroulent en matchs aller-retour. Les deux premiers, le Canada et le Mexique, sont qualifiés pour le tournoi final.
| Rang | Équipe     | Pts | J | G | N | P | Bp | Bc | Diff |  | Résultats (▼ dom., ► ext.) |     |     |     |
| ---- | ---------- | --- | - | - | - | - | -- | -- | ---- |  | -------------------------- | --- | --- | --- |
| 1    | Canada     | 5   | 4 | 1 | 3 | 0 | 4  | 3  | +1   |  | Canada                     |     | 1-1 | 2-1 |
| 2    | Mexique    | 4   | 4 | 1 | 2 | 1 | 8  | 5  | +3   |  | Mexique                    | 1-1 |     | 5-1 |
| 3    | États-Unis | 3   | 4 | 1 | 1 | 2 | 4  | 8  | -4   |  | États-Unis                 | 0-0 | 2-1 |     |

### Groupe Amérique centrale:HondurasetSalvador
Le groupe d'Amérique centrale comporte 5 équipes nationales qui se rencontrent en matchs aller-retour. Les deux premiers (Honduras le Salvador) sont qualifiés pour le tournoi final continental.
| Rang | Équipe     | Pts | J | G | N | P | Bp | Bc | Diff |  | Résultats (▼ dom., ► ext.) |     |     |     |      |     |
| ---- | ---------- | --- | - | - | - | - | -- | -- | ---- |  | -------------------------- | --- | --- | --- | ---- | --- |
| 1    | Honduras   | 12  | 8 | 5 | 2 | 1 | 15 | 5  | +10  |  | Honduras                   |     | 2-0 | 0-0 | 1-1  | 5-0 |
| 2    | Salvador   | 12  | 8 | 5 | 2 | 1 | 12 | 5  | +7   |  | Salvador                   | 2-1 |     | 1-0 | 2-0* | 4-1 |
| 3    | Guatemala  | 9   | 8 | 3 | 3 | 2 | 10 | 2  | +8   |  | Guatemala                  | 0-1 | 0-0 |     | 0-0  | 5-0 |
| 4    | Costa Rica | 6   | 8 | 1 | 4 | 3 | 6  | 10 | -4   |  | Costa Rica                 | 2-3 | 0-0 | 0-3 |      | 2-0 |
| 5    | Panama     | 1   | 8 | 0 | 1 | 7 | 3  | 24 | -21  |  | Panama                     | 0-2 | 1-3 | 0-2 | 1-1  |     |

* Victoire du Salvador sur tapis vert car le Costa Rica ne s'est pas présenté au match

### Groupe Caraïbes A:Cuba
Dans la zone Caraïbes, Guyana affronte Grenade en barrage préliminaire. Guyana remporte les deux rencontres et retrouve les équipes de Cuba et du Surinam dans le groupe A de la zone Caraïbes. Les trois équipes s'affrontent en matchs aller-retour. Le premier du groupe, Cuba, se qualifie pour le tournoi final de la CONCACAF.

#### Barrage préliminaire
| Équipe 1 | Résultat | Équipe 2 | Aller | Retour |
| -------- | -------- | -------- | ----- | ------ |
| Guyana   | 7-5      | Grenade  | 5-2   | 2-3    |

| 3 mars 1980 | Guyana                                                               | 5 - 2 | Grenade                 | Bourda Cricket Ground, Georgetown         |                                           |
|             | Braithwaite 33e (pen.) · Ford 37e · Watson 50e, 87e · Canterbury 56e |       | Julien 15e · Belfon 17e | Spectateurs : 5 000 Arbitrage : M. Rivera | Spectateurs : 5 000 Arbitrage : M. Rivera |

| 13 avril 1980 | Grenade                            | 2 - 3 | Guyana                           | Queen's Park, Saint-Georges                  |                                              |
|               | Cherubin 56e · Mitchell 87e (pen.) |       | Watson 13e, 38e · Canterbury 16e | Spectateurs : 1 298 Arbitrage : M. Mollinero | Spectateurs : 1 298 Arbitrage : M. Mollinero |

#### Groupe A
| Rang | Équipe   | Pts | J | G | N | P | Bp | Bc | Diff |  | Résultats (▼ dom., ► ext.) |     |     |     |
| ---- | -------- | --- | - | - | - | - | -- | -- | ---- |  | -------------------------- | --- | --- | --- |
| 1    | Cuba     | 7   | 4 | 3 | 1 | 0 | 7  | 0  | +7   |  | Cuba                       |     | 3-0 | 1-0 |
| 2    | Suriname | 5   | 4 | 2 | 1 | 1 | 5  | 3  | +2   |  | Suriname                   | 0-0 |     | 4-0 |
| 3    | Guyana   | 0   | 4 | 0 | 0 | 4 | 0  | 9  | -9   |  | Guyana                     | 0-3 | 0-1 |     |

### Groupe Caraïbes B:Haïti
Le groupe B des Caraïbes regroupe Haïti, Trinité-et-Tobago et les Antilles néerlandaises, qui se rencontrent en matchs aller-retour. Haïti se qualifie pour le tournoi final de la confédération.
| Rang | Équipe                 | Pts | J | G | N | P | Bp | Bc | Diff |  | Résultats (▼ dom., ► ext.) |     |     |     |
| ---- | ---------------------- | --- | - | - | - | - | -- | -- | ---- |  | -------------------------- | --- | --- | --- |
| 1    | Haïti                  | 5   | 4 | 2 | 1 | 1 | 4  | 2  | +2   |  | Haïti                      |     | 2-0 | 1-0 |
| 2    | Trinité-et-Tobago      | 4   | 4 | 1 | 2 | 1 | 1  | 2  | -1   |  | Trinité-et-Tobago          | 1-0 |     | 0-0 |
| 3    | Antilles néerlandaises | 3   | 4 | 0 | 3 | 1 | 1  | 2  | -1   |  | Antilles néerlandaises     | 1-1 | 0-0 |     |

## Tournoi final
Le tour préliminaire s'achève à la fin de l'année 1980. Les six équipes se retrouvent pour le tournoi final entre le 1er et le 22 novembre 1981 dans l'Estadio Tiburcio Carias Andino de Tegucigalpa, la capitale du Honduras. Cette phase finale est jouée sur le mode d'un championnat où chaque équipe rencontre une fois toutes les autres. Les deux premiers sont qualifiés pour la phase finale de la Coupe du monde 1982. 
Le Honduras termine en tête du classement et est sacré champion d'Amérique du Nord, centrale et des Caraïbes 1981. Le Salvador assure la deuxième place lors des deux dernières journées au cours desquelles le Mexique et le Canada, concurrents directs pour la seconde place qualificative, font notamment match nul 0-0 et 2-2 contre le Honduras et Cuba respectivement. 
Le Honduras et le Salvador sont qualifiés pour la phase finale de la Coupe du monde 1982. Le Salvador devient ainsi la première équipe d'Amérique centrale à se qualifier plus d'une fois pour la phase finale de Coupe du monde (après une première en 1970).
Le meilleur buteur du tournoi est le Mexicain Hugo Sánchez avec 3 réalisations.
| Rang | Équipe   | Pts | J | G | N | P | Bp | Bc | Diff |  | Résultats |  |     |     |     |     |     |
| ---- | -------- | --- | - | - | - | - | -- | -- | ---- |  | --------- |  | --- | --- | --- | --- | --- |
| 1    | Honduras | 8   | 5 | 3 | 2 | 0 | 8  | 1  | +7   |  | Honduras  |  | 0-0 | 0-0 | 2-1 | 2-0 | 4-0 |
| 2    | Salvador | 6   | 5 | 2 | 2 | 1 | 2  | 1  | +1   |  | Salvador  |  |     | 1-0 | 0-1 | 0-0 | 1-0 |
| 3    | Mexique  | 5   | 5 | 1 | 3 | 1 | 6  | 3  | +3   |  | Mexique   |  |     |     | 1-1 | 4-0 | 1-1 |
| 4    | Canada   | 5   | 5 | 1 | 3 | 1 | 6  | 6  | 0    |  | Canada    |  |     |     |     | 2-2 | 1-1 |
| 5    | Cuba     | 4   | 5 | 1 | 2 | 2 | 4  | 8  | -4   |  | Cuba      |  |     |     |     |     | 2-0 |
| 6    | Haïti    | 2   | 5 | 0 | 2 | 3 | 2  | 9  | -7   |  | Haïti     |  |     |     |     |     |     |

| Champion de la CONCACAF 1981 |
| ---------------------------- |
| Honduras Premier Titre       |